# Raymond Sommer

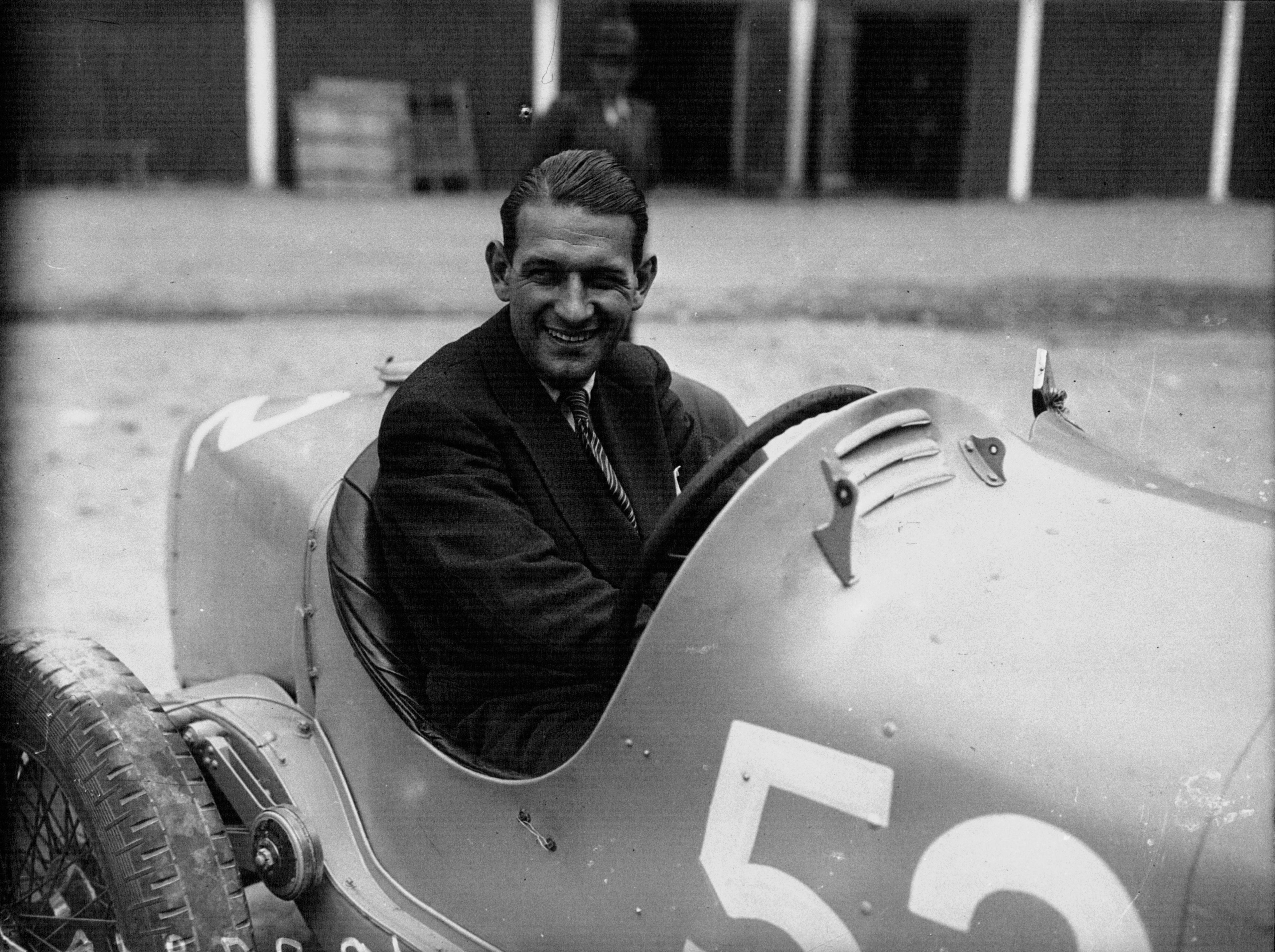
Raymond Sommer in een Alfa Romeo Monza 2.3 op Montlhéry, 1933.

Raymond Sommer (Mouzon, 31 augustus 1906 – Cadours, 10 september 1950) was een Franse autocoureur. Hij won tweemaal de 24 uur van Le Mans.

## Loopbaan
Sommer kwam uit een rijke familie; zijn vader was een vliegtuigpionier aan het begin van de twintigste eeuw. Raymond was aanvankelijk actief als bokser en studeerde in Manchester. In 1931 kreeg hij toestemming van zijn vader om te gaan autoracen en een jaar later won hij al de 24 uur van Le Mans, waarbij hij 20 van de 24 uur had moeten rijden vanwege ziekte van zijn mede-coureur Luigi Chinetti. In de editie van 1933 was hij opnieuw de sterkste, ditmaal samen met Tazio Nuvolari. Sommer reed in de jaren tot 1938 vervolgens elk jaar aan de leiding van de race, een keer zelfs met twaalf ronden voorsprong, maar viel steeds uit.
In de Grand Prix-races van de jaren dertig was Sommer minder succesvol. Hij koos vaak voor privé-ingeschreven auto's, die kansloos waren tegen de fabrieksmachines van Mercedes en Auto-Union. Desondanks slaagde hij erin om in 1936 de Grand Prix van Frankrijk te winnen op het circuit van Montlhéry. Ook won hij verschillende sportscar-races, tot de Tweede Wereldoorlog zijn carrière onderbrak.
Tijdens de oorlog was Sommer actief voor de Résistance. Na de oorlog begon hij direct weer met racen en won voor Scuderia Ferrari de Grand Prix van Turijn, de eerste Grand Prix-zege ooit voor het team. Na zijn vertrek bij Ferrari reed hij met een Talbot-Lago Formule 1-races en behaalde drie punten in het eerste wereldkampioenschap in 1950. Tijdens een Grand Prix in Haute-Garonne kwam hij om het leven, toen hij crashte met een geleende Cooper.